# Mirante Rural
Mirante Rural é um programa jornalístico sobre agronegócio exibido pela Rede Mirante no horário dedicado pela TV Globo a programação matinal de domingo das suas afiliadas, das 6h50 às 7h20. Neste programa são apresentadas notícias da agropecuária e do agronegócio, bem como a divulgação dos eventos do gênero, no mesmo formato do consagrado Globo Rural.

## História
O Mirante Rural foi criado em 2005, em substituição ao antigo Mirante Comunidade, que era exibido desde 1999 na TV Mirante, baseado nos mesmos moldes do Globo Rural. O programa surgiu da necessidade da emissora de ter um programa que falasse sobre o agronegócio, visto que o estado do Maranhão estava começando a se destacar nacionalmente no mercado agropecuário. Até então, apenas a TV Mirante Imperatriz apresentava este programa desde os anos 90, visto que quando a TV Mirante de São Luís passou a produzi-lo, a emissora o extinguiu.
Em 22 de dezembro de 2013, o Mirante Rural tornou-se o último programa local da TV Mirante a ser produzido em alta definição, além de ganhar uma nova vinheta e novos pacotes gráficos. A partir daí, todos os programas da emissora passaram a ser exibidos em alta definição.